# Боб, Василий Иванович
Василий Иванович Боб (укр. Василь Іванович Боб; 1 января 1917, Холодовка, Подольская губерния — неизвестно, неизвестно) — советский и украинский спортсмен и тренер, Заслуженный тренер Украинской ССР (1977).

## Биография
Родился 1 января 1917 года в селе Холодовка в Российской империи (ныне Тульчинского района Винницкой области Украины).
С 1932 года проживал в Кривом Роге, занимался тяжёлой атлетикой. В 1937 году окончил физико-математический факультет Криворожского педагогического института.
Был участником Великой Отечественной войны, имел государственные награды СССР. Вместе с мастером спорта по тяжёлой атлетике Иваном Литвиновым в первые послевоенные годы стоял у истоков спортивного движения в Кривом Роге, где прожил до 1951 года.
В 1951 году Василий Боб переехал в Винницу. До 1957 года продолжал заниматься тяжёлой атлетикой, принимал участие в соревнованиях разного уровня. Одновременно в Виннице занялся тренерской работой. Был первым тренером чемпиона Олимпийских игр 1976 года в Монреале Петра Короля. Также среди воспитанников Василия Боба были другие тяжелоатлеты, включая рекордсмена мира Анатолия Житецкого и бронзового призёра чемпионата СССР 1965 года Анатолия Майданюка. Также подготовил 16 мастеров спорта. Работал в спортивных обществах «Спартак», «Авангард», «Украина».

## Награды
- Заслуженный тренер Украинской ССР (1977);
- Орден Отечественной войны 2-й степени (06.04.1985)[5].